# Pugilato femminile

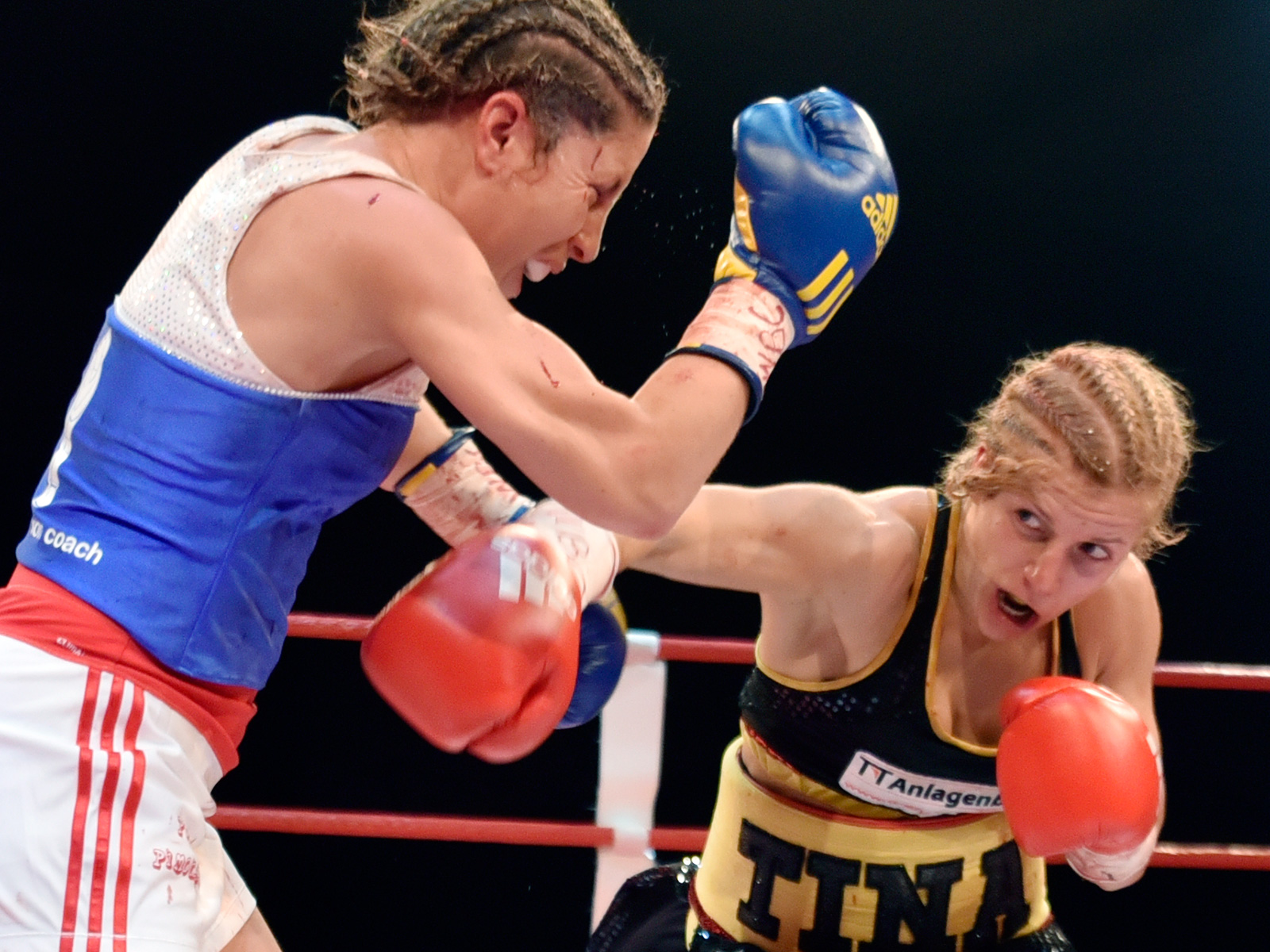
Anne Sophie Da Costa e Tina Rupprecht nel 2017

Sebbene le donne partecipino al pugilato da quando esiste questo sport, i combattimenti femminili sono stati in realtà vietati per molto tempo nella storia della boxe, con le commissioni atletiche che si rifiutavano di sanzionare o rilasciare licenze alle donne pugili, e molte nazioni vietano ufficialmente questo sport. Le prime notizie di donne che praticavano pugilato risalgono al XVIII secolo.

## Storia

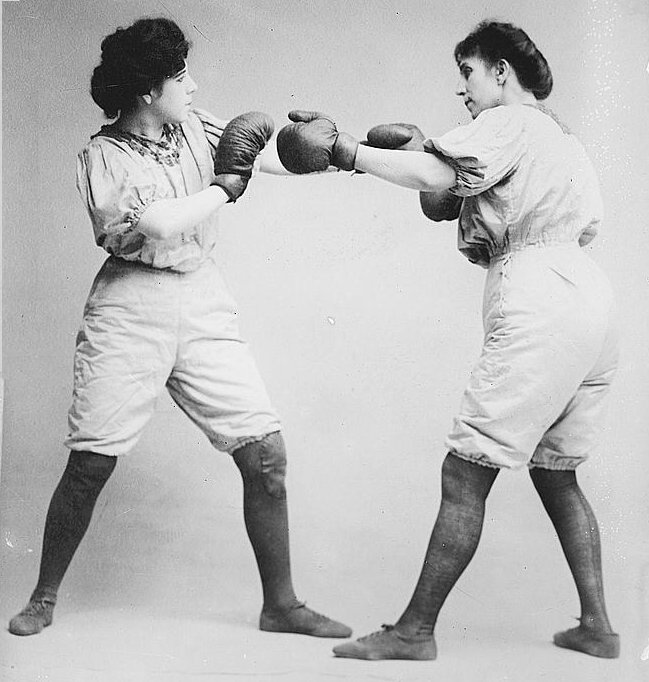
Boxe delle sorelle Bennett, 1910-1915 circa

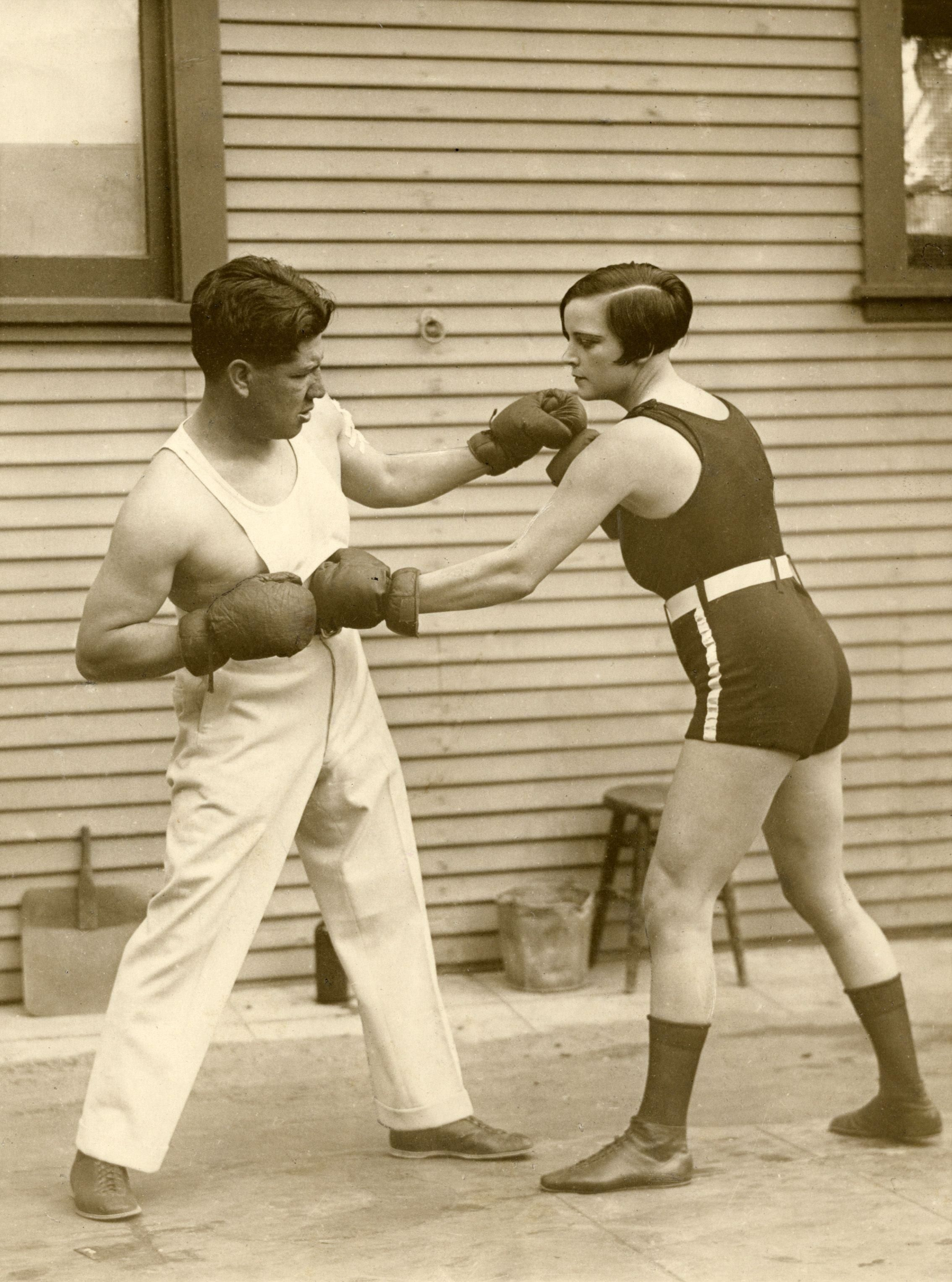
Louise Adler, campionessa mondiale di boxe leggera femminile degli anni '20, si allena per difendere il titolo

Il pugilato femminile risale almeno all'inizio del XVIII secolo, quando Elizabeth Wilkinson combatteva a Londra. Si racconta che la Campionessa Europea, ha combattuto sia contro gli uomini che contro le donne. A quei tempi, le regole del pugilato permettevano calci e altri metodi di attacco che non facevano parte dei colpi odierni.
Durante gli anni venti, il professor Andrew Newton fondò a Londra un club di pugilato femminile. Tuttavia, la boxe femminile è stata estremamente controversa. All'inizio del 1926, il consiglio comunale di Shoreditch vietò un incontro di esibizione organizzato tra le pugili Annie Newton e Madge Baker, una studentessa del Digger Stanley. Un tentativo di effettuare l'incontro nella vicina Hackney fu invece bloccato da una campagna guidata dal sindaco di Hackney, che scrisse "Considero questa proposta di esibizione di pugili come una gratificazione degli ideali sensuali di una folla di uomini volgari". Il ministro dell'interno Sir William Joynson-Hicks fu tra coloro che si opposero al match, sostenendo che "il legislatore non avrebbe mai immaginato che un'esibizione così vergognosa sarebbe stata allestita in questo paese". La notizia fu riportata in tutto il paese ed anche a livello internazionale.
Il pugilato femminile apparve per la prima volta ai Giochi Olimpici del 1904 a Saint Louis come sport dimostrativo. La sua rinascita fu reintrodotta dalla Federazione pugilistica svedese, che sancì gli eventi per le donne nel 1988. La Federazione pugilistica britannica approvò la prima competizione di boxe femminile nel 1997. Il primo match doveva disputarsi tra due tredicenni, ma una delle ragazze si ritirò a causa dell'ostilità dei mass media. Dopo un mese si svolse un incontro tra le sedicenni Susan MacGregor e Joanne Cawthorne. L'International Boxing Association accettò le nuove regole per il pugilato femminile alla fine del XX secolo, approvando la prima Coppa Europea nel 1999 e il primo campionato mondiale nel 2001.

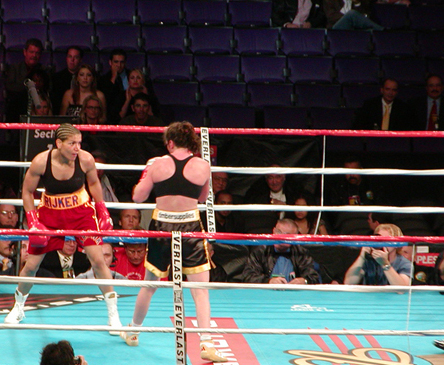
Lucia Rijker e Jane Couch boxe, 2003

Il pugilato femminile alle Olimpiadi del 2008 non era presente; tuttavia contrariamente alle aspettative, il 14 agosto 2009 il Comitato Esecutivo del Comitato Olimpico Internazionale, approvò l'inclusione della boxe femminile per i Giochi di Londra nelle Olimpiadi del 2012. Nel 2009, in collaborazione con l'AIBA (International Boxing Association), per le donne il CIO decise di includere tre classi di peso aggiuntive ai Giochi Olimpici di Londra del 2012. Tuttavia per le donne, fu pensata una nuova uniforme da boxe "adatta al genere", che richiedeva (secondo le regole dell'AIBA) di indossare delle gonne durante la competizione. Il problema delle gonne fu ampiamente ignorato, fino a quando la pugile dilettante e studentessa londinese Elizabeth Plank, portò alla luce il problema con una petizione su Change.com per porre fine alle uniformi obbligatorie basate sul genere.
Sebbene le donne combattessero professionalmente in molti paesi, nel Regno Unito la Federazione rifiutò di rilasciare licenze alle donne fino al 1998. Alla fine del secolo, tuttavia, rilasciarono cinque licenze. Il primo incontro ufficiale tra donne è stato nel novembre 1998 a Streatham a Londra, tra Jane Couch e Simona Lukic.

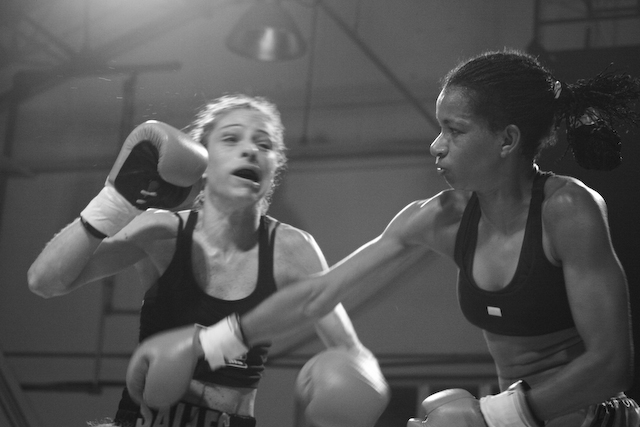
Renata Cristina Dos Santos Ferreira colpisce Adriana Salles, San Paolo, Brasile (2006)

Nell'ottobre 2001 si sono svolti a Scranton, negli Stati Uniti, i Campionati mondiali di boxe amatoriale femminile 2001.
Il presidente del CIO Jacques Rogge lo annunciò come sport olimpico ai Giochi del 2012 a Londra.
Le donne furono autorizzate a boxare in modo competitivo per la prima volta alle Olimpiadi durante le Olimpiadi estive del 2012, in cui si ebbero le prime 12 pugili, medaglie olimpiche al mondo.
Nel 2015 la World Boxing Federation unificò i vari titoli femminili per avere un'unica detentrice del titolo.

## Differenze tra le linee guida di pugilato maschile e femminile
A partire dal 2017, le uniche differenze tra il pugilato maschile e femminile sono quelle relative alla sicurezza degli atleti.
Come previsto dal Regolamento Tecnico AIBA Archiviato il 2 luglio 2017 in Internet Archive. e dal Regolamento di Gara Archiviato il 2 luglio 2017 in Internet Archive. :
- le protezioni per la testa sono necessarie per le pugili di qualsiasi età;
- la protezione per il seno è consigliata per le combattenti di sesso femminile in aggiunta alla protezione del pube (cavallo);
- le sportive incinte non sono autorizzate a combattere.

## Al cinema
- Blonde Fist (1991)
- Girlfight (2000)
- Knockout (2000)
- Million Dollar Baby (2004)
- The Boxing Girls of Kabul (2012)
- Mary Kom (2014)
- Irudhi Suttru (2016)

## Anime
- Ayane's High Kick
- Kill Me Baby Episodio 11